# Sběrač rosný
Sběrač rosný (Onymacris unguicularis) je africký pouštní brouk z čeledi potemníkovitých, z rodu Onymacris. Je známý hlavně tím, že dokáže přijímat tekutiny z mlhy, která se mu usazuje na těle. Je nelétavý a endemický, vyskytuje se pouze na území Namibie, vzácně i v Angole. Má celkem dva poddruhy:
- Onymacris unguicularis schulzeae (Penrith, 1984)
- Onymacris unguicularis unguicularis (Haag-Rutenberg, 1875)

## Ekologie

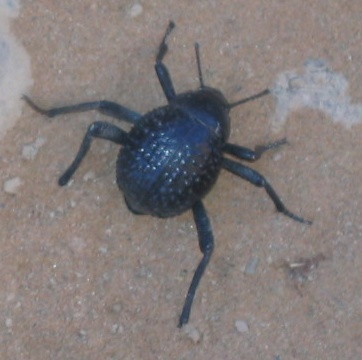
Sběrač rosný

Žije v jihozápadní Africe na území Namibie a Angoly v Namibské poušti. Má černé zbarvení charakteristické pro zdejší potemníky, dlouhé končetiny a rýhovaný zadeček. Asi 2 cm na délku. Odolnost povrchu jeho trupu vůči otěru pískem zajišťuje vysoký obsah melaninu v kutikule. Většinu dne tráví zahrabaný hluboko do písku, čímž se chrání před slunečním žárem. Potravu sbírá převážně v noci. Živí se drobným hmyzem.

## Zvláštnosti

### Schopnost přijímání tekutin z mlhy
Jedním z důvodů, proč je tento africký brouk tak známý, je i to, že má schopnost přijímat tekutiny z mlhy. Před východem slunce si opatřuje vodu tak, že se postaví na vrchol písečné duny vzhůru zadečkem. Díky černé barvě jeho tělo vyzařuje teplo více nežli okolní písek, tím se sběrač ochlazuje pod teplotu rosného bodu a na jeho těle kondenzuje vzdušná vlhkost. Kapky pak stékají k jeho ústnímu otvoru.

### Rychlost
Sběrač rosný se díky svým dlouhým nohám dokáže po dunách písku pohybovat velmi rychle.